# Marco Antonio Navarro Tacoronte
Marco Antonio Navarro Tacoronte (Gáldar, Gran Canaria, 1975) es un mediador español, que da precisamente nombre al caso Mediador, el cual se inició al auto inculparse y entregar las pruebas al Juzgado de Santa Cruz de Tenerife, y en el que el mismo se encuentra involucrado. Dicho caso tiene abierta una investigación judicial en Canarias relacionada con presuntas actividades de corrupción y sobornos.

## Biografía
Marco Antonio Navarro nació en la localidad grancanaria de Gáldar en 1975. A los veinticinco años había sido condenado a más de diez años de prisión por diversos delitos: falsificación de documentos, robo con violencia, abandono de familia, estafa y conducción sin carné o con permiso retirado. Desde entonces ha pasado por varios juzgados de Tenerife, Fuerteventura y  Gran Canaria para responder ante la justicia.

### Implicación en el Caso mediador
Según la Fiscalía, Navarro Tacoronte se considera uno de los principales cabecillas de la trama y habría servido como conexión entre la parte política y empresarial de este entramado. El propio Navarro Tacoronte declaró en sede judicial el 22 de febrero de 2022, que él se reunía con Tito Berni cada quince días en Madrid, alojándose en un hotel.
Las noticias del caso señalan que Navarro Tacoronte habría sido detenido junto con otras personas en febrero de 2023, y que se le atribuye haber utilizado una palanca para forzar la entrada a una nave industrial.
Fue el propio Navarro Tacoronte quien denunció los hechos y entregó los teléfonos a la magistrada del Juzgado de Instrucción número 4 de Santa Cruz de Tenerife, Ángeles Lozano Cáceres, que instruía otra causa en su contra. En esos terminales, la Policía encontró cientos de archivos que se están investigando como presuntas extorsiones a empresas ganaderas para evitar inspecciones o agilizar ayudas europeas.
Navarro Tacoronte prometió a varios empresarios de Canarias, Comunidad Valenciana y Madrid —entre septiembre de 2020 y julio de 2021—, evitar que fueran sancionados, o ayudarles a conseguir diversas licencias, subvenciones y contratos.
El caso Mediador, donde Marco Antonio Navarro era el intemediario, conecta con una enorme red corrupta por toda España de la Guardia Civil. Más de doscientos contratos, algunos con un desvío del 70% del total presupuesto, y seis altos mandos del instituto armado están siendo investigados.

### Implicación en delitos de hurto y estafa
El 21 de agosto de 2021, Navarro Tacoronte sustrajo presuntamente una cartera a una persona, cuyas iniciales corresponde a BGD, que denunció el robo. Navarro Tacoronte habría hecho uso de la tarjeta para realizar veintinueve cargos bancarios por un importe total de 3.375,20 euros.
El Juzgado de San Bartolomé de Tirajana dejó a Navarro Tacoronte en libertad, tras notificarle el auto de apertura del juicio oral que se sigue contra él ante el Juzgado de Instrucción número 4 de Arrecife de Lanzarote por los presuntos delitos de hurto y estafa.